# Суй Синьмэй
Суй Синьмэй (кит. 隋新梅; род. 29 января 1965, Чжаоюань, Шаньдун) — китайская легкоатлетка, специалистка по толканию ядра. Выступала за сборную КНР по лёгкой атлетике в 1985—1997 годах, обладательница серебряной медали Олимпийских игр, победительница Игр доброй воли, чемпионка мира в помещении, двукратная чемпионка Азиатских игр, чемпионка Азии, действующая рекордсменка Азии в толкании ядра в помещении.

## Биография
Суй Синьмэй родилась 29 января 1965 года в городском уезде Чжаоюань городского округа Яньтай провинции Шаньдун.
Впервые заявила о себе на международном уровне в сезоне 1985 года, когда вошла в состав китайской сборной и выступила на Всемирной Универсиаде в Кобе, где в зачёте толкания ядра стала восьмой.
Будучи студенткой, в 1987 году представляла КНР на Всемирной Универсиаде в Загребе — на сей раз показала в толкании ядра шестой результат.
В 1989 году выиграла серебряную медаль на чемпионате Азии в Дели, уступив лишь своей соотечественнице Хуан Чжихун.
В 1990 году превзошла всех соперниц на домашних соревнованиях в Пекине, установив при этом ныне действующий рекорд Азии и национальный рекорд Китая в помещении — 21,10 метра. Летом на чемпионате Китая в Пекине победила с личным рекордом на открытом стадионе — 21,66 метра. На домашних Азиатских играх в Пекине так же была лучшей.
В 1991 году отметилась победой на чемпионате мира в помещении в Севилье. Позже в том же сезоне Суй провалила допинг-тест — её уличили в применении стероидов и отстранили от участия в соревнованиях на 2 года.
По окончании срока дисквалификации Суй Синьмэй возобновила спортивную карьеру и продолжила принимать участие в крупнейших международных турнирах. Так, в 1993 году на чемпионате мира в Штутгарте она показала четвёртый результат.
В 1994 году выиграла Игры доброй воли в Санкт-Петербурге и Азиатские игры в Хиросиме.
В 1995 году была пятой на чемпионате мира в помещении в Барселоне и на чемпионате мира в Гётеборге, одержала победу на чемпионате Азии в Джакарте.
Благодаря череде успешных выступлений в 1996 году удостоилась права защищать честь страны на летних Олимпийских играх в Атланте — в финале толкнула ядро на 19,88 метра и выиграла серебряную олимпийскую медаль, уступив только немке Астрид Кумбернусс.
В 1997 году среди прочего получила серебро на Восточноазиатских играх в Пусане.
Завершила спортивную карьеру по окончании сезона 2001 года.